# Escarlà
|  | Per a altres significats, vegeu «castell d'Escarlà». |

El poble d’Escarlà pertany a l'antic terme ribagorçà de Sapeira, agregat el 1970 al terme municipal de Tremp. És al nord-oest de Tremp, a l'extrem de ponent del terme, a prop de la Noguera Ribagorçana. És aturonat dalt de la carena que delimita pel nord la vall del barranc d'Escarlà.
Entre 1812, a ran de l'aplicació de la Constitució de Cadis, i febrer del 1847, Escarlà formà ajuntament, que desaparegué en fixar-se que el nombre de veïns (caps de família) havia de sobrepassar els 30, per mantenir la independència municipal. En aquell moment s'uní a Sapeira.
Té una interessant església romànica, dedicada a sant Joan, sufragània de la parroquial de Sant Pere d'Espills.
A llevant del poble, a l'altre costat de la vall, al vessant nord-oest del Grau d'Espills, als peus de la Serra de la Capella, hi ha el santuari de la Mare de Déu de la Mir o de la Mira.
Segons Coromines, Escarlà s'escapa de la norma general que explica els topònims acabats en -à com a procedents d'antropònims llatins acabats en -anum. Tampoc no té res a veure amb el nom comú carlà, que prové de castlà. En aquest cas, es tracta d'un nom propi germànic, Skarilan, prou documentat en gòtic antic.

## Història
Escarlà era una castlania avançada d'Espills: així com el castell d'Espills quedava en una posició dominadora, però allunyada de les vies comunicatives de ran de Noguera Ribagorçana, Escarlà queda més proper i igualment aturonat: aquí hi hagué una torre o castell molt senzill, el castell d'Escarlà, alguna resta del qual roman a ponent de la roca on es troba l'església de Sant Joan d'Escarlà.
El 1553 Escarlà (Scarlar) tenia 5 focs (uns 30 habitants); en el cens del 1831, Escarlà apareix amb 27 habitants, i a l'entorn de l'any 1900 tenia 33 edificis i 43 habitants. El 1970 ja només tenia 7 habitants, que han quedat reduïts a 2 el 2006, havent passat, però, per uns anys en què es convertí en despoblat total.
Com a senyoriu, Escarlà era de Baró al segle xvii, sense que consti si és un cognom familiar, o significa que pertany al baró, que en aquest cas seria la família Erill. Al segle xix, quan s'extingiren els senyorius, pertanyia a Torres i Santgenís.
Pascual Madoz dedica un article a Escarlà en el seu Diccionario geográfico..., del 1845. Segons aquest diccionari, Escarlà és dalt d'un turó a ponent de la Noguera Ribagorçana (cosa que és un error evident, atès que és a l'est), on el combaten tots els vents. El clima és fred, però saludable, i no hi ha més malalties que les bilioses, producte de la mala alimentació. Tenia 10 cases unides, que formaven un sol carrer, costerut i mal empedrat. Cita com a proper el santuari de Nra. Sra. de la Mira. El terreny del seu terme és aspre, trencat, pedregós i estèril, i només s'hi conreen uns 80 jornals. No hi ha boscos, només alguns roures disseminats, així com algunes pomeres. Els veïns d'Escarlà se serveixen dels matolls, per a acaptar llenya. S'hi produïa blat, patates i vi, que és el més abundant, tot i que de qualitat inferior. S'hi criaven algunes ovelles i cabres, així com els bous i ases necessaris per a les feines del camp. Hi havia caça de perdius i de molts conills, així com pesca de truites i barbs. La població era de 6 veïns (caps de família) i 36 ànimes (habitants).